# شاپرکان چمن‌کاو
شاپرکان چمن‌کاو (نام علمی: Elachistidae) نام یک تیره از بالاخانواده شاپرک‌های شاخ‌کمانی است.